# Roboética
La ética de los robots, también conocido como "roboética", comprende los problemas éticos que se pueden presentar con los robots, como el caso de que los robots presenten una amenaza para los humanos a largo o corto plazo, o si algunos de los usos de estos sean problemáticos (como en la asistencia sanitaria o como "robots asesinos"  en la guerra), y cómo se deben diseñar de manera que actúen "éticamente" (ética de las máquinas). Otra forma de verlo es que la roboética se refiere a la ética del comportamiento humano hacia los robots conforme más se avance en el robot.  La ética de los robots está dentro de la ética de la tecnología, en concreto en la tecnología de la información, y está relacionado con preocupaciones legales y socioeconómicas. Investigadores de diversas áreas están empezando a abordar cuestiones éticas sobre la creación de tecnología robótica y su implantación en las sociedades, de forma que se siga garantizando la seguridad de la raza humana. 
Aunque los problemas comenzaron con la aparición de la palabra robot, debates académicos serio no comenzaron hasta alrededor del año 2000. La ética del robot requiere, entre otros, de expertos de varias disciplinas, que tienen que ajustar las leyes y normativas a los problemas derivados de los logros científicos y tecnológicos en Robótica e IA. Los principales campos involucrados son: robótica, informática, inteligencia artificial, filosofía, ética, teología, biología, fisiología, ciencias cognitivas, neurociencias, derecho, sociología, psicología y diseño industrial.

## Historia y eventos
Algunas de las discusiones que se centra la ética está relacionado con aquello que no es humano ni biológico y su potencial "espiritualidad". Otro tema central, tiene que ver con el desarrollo de la maquinaria y por consiguiente, los robots y la robótica. Una de las primeras publicaciones que abordó directamente y sentó las bases de la ética de los robots fue Círculo Vicioso (1942), relato corto de ciencia ficción escrito por Isaac Asimov, donde presenta sus conocidas Tres leyes de la robótica. Asimov modificó continuamente estas tres leyes, y finalmente añadió una cuarta, o la ley cero, que precede a las tres primeras, en el contexto de sus obras de ciencia ficción. El término abreviado "roboética" probablemente fue acuñado por Gianmarco Veruggio.
Un acontecimiento importante que fomentó la preocupación por la roboética fue el Primer Simposio Internacional sobre Roboética en 2004, realizado por el esfuerzo colaborativo de la Scuola di Robotica, el Laboratorio de Artes de la Scuola Superiore Sant'Anna de Pisa y el Instituto Teológico de la Pontificia Accademia della Santa Croce de Roma.Este simposio se realizó debido a que las actividades de la escuela de Robótica tienen como objetivo promover el conocimiento de la ciencia de la Robótica, ya que al final es una organización sin fines de lucro. Se pensó que era necesario difundir concepciones correctas sobre los supuestos peligros de la robótica y un debate productivo basado en ideas precisas y conocimientos reales podría impulsar a la gente a tomar parte activa en la educación de la opinión pública, hacerles comprender los usos positivos de la nueva tecnología y prevenir su abuso. Después de dos días de intenso debate, la antropóloga Daniela Cerqui identificó tres posiciones éticas principales que surgieron de este debate:
1. Aquellos que no están interesados en la ética. Estos consideran que sus acciones son estrictamente técnicas y no creen tener una responsabilidad social o moral en su trabajo.
2. Aquellos que estén interesados en cuestiones éticas a corto plazo. Según este perfil, las preguntas están expresadas en términos de “bueno” o “malo” y hacen referencia a algunos valores culturales. Por ejemplo, creen que los robots deben adherirse a las convenciones sociales. Esto incluirá “respetar” y ayudar a los humanos en diversas áreas, como la implementación de leyes o la ayuda a las personas mayores. Debemos recordar que los valores utilizados para definir lo “malo” y lo “bueno” son relativos y son los valores contemporáneos de los países industrializados.
3. Aquellos que piensan en términos de cuestiones éticas a largo plazo, como por ejemplo la “brecha digital” entre el Sur y el Norte, o entre jóvenes y ancianos. Son conscientes de la brecha entre los países industrializados y los pobres, y se preguntan si los primeros no deberían cambiar su forma de desarrollar la robótica para que sea más útil para el Sur. No formulan explícitamente la pregunta para qué, pero podemos considerar que está implícita. [6]

Estos son algunos eventos y proyectos importantes en ética robótica. El grupo temático ELS de euRobotics y RoboHub anuncian más eventos:
- 1942: El cuento de Asimov "Circulo vicioso" establece explícitamente sus Tres Leyes por primera vez. Estas "Leyes" se reutilizarán en obras posteriores de ciencia ficción relacionadas con robots escritas por Asimov.
- 2004: Primer Simposio Internacional sobre Roboética, organizado por la Escuela de Robótica, donde se utiliza oficialmente por primera vez la palabra Roboética (30-31 de enero de 2004, Villa Nobel, San Remo, Italia).
- 2004: IEEE-RAS establece un Comité Técnico sobre Roboética.
- 2004: Declaración Mundial de Robots de Fukuoka (25 de febrero de 2004, Fukuoka, Japón).[7]
- 2005: El IEEE RAS TC sobre Roboética organiza la ICRA05 (Conferencia Internacional sobre Robótica y Automatización), un Taller sobre Roboética (18 de abril de 2005, Barcelona, España).
- 2005-2006: Taller de Roboética CE Euron. El Proyecto Euron, coordinado por la Escuela de Robótica, involucró a un gran número de robóticos y académicos de humanidades que produjeron la primera Hoja de Ruta para una Roboética (febrero/marzo de 2006, Génova, Italia).
- 2006: BioRob2006, la primera Conferencia Internacional IEEE/RAS-EMBS sobre Robótica Biomédica y Biomecatrónica; Mini simposio sobre Roboética (20 de febrero de 2006, Pisa, Italia).
- 2006: Taller internacional "Ética de la interacción humana con sistemas robóticos, biónicos y de inteligencia artificial: conceptos y políticas"; apoyado por el Proyecto Europeo ETHICBOTS (17-18 de octubre de 2006, Nápoles, Italia).
- 2007: El IEEE RAS TC sobre Roboética organiza otro Taller sobre Roboética, ICRA07 (Conferencia Internacional sobre Robótica y Automatización, 14 de abril de 2007, Roma, Italia).
- 2007: ICAIL'07, Conferencia Internacional sobre Inteligencia Artificial y Derecho, (4-8 de junio de 2007, Universidad de Stanford, Palo Alto, CA, EE. UU.).
- 2007: Conferencia europea internacional sobre informática y filosofía E-CAP '07 (21-23 de junio de 2007, Universidad de Twente, Países Bajos).
- 2007: Investigación filosófica sobre ética informática CEPE '07, tema: "Roboethics" (12-14 de julio de 2007, Universidad de San Diego, CA, EE. UU.).
- 2008: SIMPOSIO INTERNACIONAL DE ROBÓTICA: NUEVA CIENCIA (20 de febrero de 2008, Roma, Italia).
- 2009: El IEEE RAS TC sobre Roboética organiza otro Taller sobre Roboética, ICRA09 (Conferencia Internacional sobre Robótica y Automatización, 17 de mayo de 2009, Kobe, Japón).
- 2012: We Robot 2012 ( Universidad de Miami, FL, EE.UU).
- 2013: Taller sobre Ética de los Robots (febrero de 2013, Universidad de Sheffield, South Yorkshire, Inglaterra).
- 2013: We Robot 2013 - Getting Down to Business ( Universidad de Stanford, Palo Alto, CA, EE. UU.).
- 2014: We Robot 2014 - Riesgos y Oportunidades ( Universidad de Miami, FL, EE. UU.).
- 2016: Consideraciones éticas y morales en agentes no humanos, Simposio de primavera en Stanford, Asociación AAAI para el Avance de la Inteligencia Artificial  Archivado el 27 de marzo de 2016 en Wayback Machine. ( Universidad de Stanford, Palo Alto, CA, EE. UU.).
- 2017: Cumbre de Inversiones Futuras en Riad; un robot (llamado Sophia y al que se hace referencia con pronombres femeninos) se le concede la ciudadanía de Arabia Saudita, convirtiéndose en el primer robot en tener nacionalidad.[8][9]Esto genera controversia debido a la ambigüedad sobre varias cuestiones, como si Sophia puede votar o casarse, o si un cierre deliberado del sistema debe considerarse asesinato. Además, la yuxtaposición de los derechos otorgados a las mujeres saudíes frente a la consideración saudita de un robot como ciudadano pronto atraerá críticas de varios noticieros[10][11](25 de octubre de 2017, Riad, Arabia Saudi).
- 2017: El Parlamento Europeo aprobó una resolución dirigida a la Comisión Europea sobre normas de derecho civil sobre robótica. [12]
- 2017: Se crea el AI Now Institute (AI Now) de la Universidad de Nueva York, un instituto de investigación que estudia las implicaciones sociales de la inteligencia artificial (15 de noviembre de 2017, Nueva York, NY, EE. UU.).
- 2020: El establecimiento del Partido No Humano, por los derechos de los robots, los animales y el entorno no humano en general. [13]
- 2021: We Robot 2021 (23 de septiembre de 2021, Universidad de Miami, FL, EE. UU.)
- 2021: Taller IROS 2021: Construcción y evaluación de sistemas robóticos éticos.

La informática Virginia Dignum señaló en un artículo de marzo de 2018 de Ética y Tecnología de la Información que la actitud general de la sociedad hacia la inteligencia artificial, en la era moderna ha pasado de verse como una IA a verla como un compañero inteligente. En el mismo artículo, consideró que, siguiendo con el tema de la IA, los pensadores éticos tienen tres objetivos, cada uno de los cuales, según ella, puede alcanzarse en la era moderna con una cuidadosa reflexión e implementación.Los tres objetivos éticos son los siguientes:
- Ética por diseño (la integración técnica/algorítmica de capacidades de razonamiento ético como parte del comportamiento de un sistema autónomo artificial - ver Ética de las máquinas)
- Ética en el Diseño (los métodos regulatorios y de ingeniería que respaldan el análisis y la evaluación de las implicaciones éticas de los sistemas de IA a medida que integran o reemplazan las estructuras sociales tradicionales)
- Ética para el diseño (los códigos de conducta, estándares y procesos de certificación que garantizan la integridad de los desarrolladores y usuarios mientras investigan, diseñan, construyen, emplean y administran sistemas de inteligencia artificial - ver Ética y derecho de los robots).[19]

## En la cultura popular
La roboética como tema científico o filosófico ha comenzado a ser un tema común en la literatura y las películas de ciencia ficción. Un ejemplo es la película Matrix, que describe un distópico futuro en el que los humanos y la IA consciente luchan por el control del planeta Tierra, lo que provoca la destrucción de la mayor parte de la raza humana. Otro ejemplo es la película animada dividida en historias cortas basada en Matrix, Animatrix, que describe los posibles problemas éticos e inseguridades entre humanos y robots. Cada corto de Animatrix llevan el nombre de las historias de Isaac Asimov.
Otro tema que abarca la roboética es el tratamiento de los robots por parte de los humanos y también ha sido explorada. Un ejemplo de ello es Star Trek: The Next Generation, que tiene un androide humanoide, llamado Data, como uno de sus personajes principales que se le confía un trabajo de misión crítica, pero a menudo se cuestiona su capacidad para encajar con los demás seres vivos.Más recientemente, la película Ex Machina y el programa de televisión Westworld han abordado estas cuestiones éticas representado como robots hiperrealistas que los humanos tratan como mercancías intrascendentes.Las cuestiones relativas al tratamiento de los seres diseñados también han sido un componente clave de Blade Runner durante más de 50 años. Películas como Her que incluso han tratado el tema de la relación humana con los robots al eliminar el aspecto físico y centrarse en las emociones.
El comportamiento ético de los propios robots también ha sido otro tema común en la cultura popular. Un ejemplo es la franquicia de películas Terminator que se centra en robots dirigidos por un programa de IA consciente sin limitaciones a la hora de acabar con sus enemigos. Estas películas al igual que la franquicia de Matrix, los robots toman el control. Otro ejemplo de la cultura pop de robots IA sin ética o moral programada es HAL 9000 en la serie Space Odyssey, donde HAL (una computadora con capacidades avanzadas de IA que monitorea y ayuda a los humanos en una estación espacial) mata a todos los humanos a bordo para asegurar el éxito de la misión asignada después de que su propia vida se vea amenazada.

## Robots asesinos
Los sistemas de armas autónomos letales (LAWS), a menudo son denominados como “robots asesinos”, capaces de apuntar y disparar sin supervisión ni interferencia humana. En 2014, la Convención sobre Armas Convencionales (CAC) celebró dos reuniones. Una de ellas fue la Reunión de Expertos sobre Sistemas de Armas Letales Autónomas (LAWS), la cual abordaba temas del mandato especial de LAWS.  Delegaciones nacionales y numerosas organizaciones no gubernamentales (ONG) expresaron sus opiniones al respecto.
Numerosas ONG y ciertos estados como Pakistán y Cuba piden una prohibición preventiva de LAWS. Cuyas opiniones se basaron en razonamientos deontológicos y consecuencialistas. Desde el punto de vista deontológico, ciertos filósofos como Peter Asaro y Robert Sparrow, la mayoría de las ONG y el Vaticano comentan que autorizar derechos a las máquinas viola la dignidad humana y que las personas deberían tener el “derecho a no ser asesinadas por una máquina”. Como apoyo, citan la cláusula Martens.
Al final de esta reunión, el punto consecuencialista más importante fue que LAWS nunca podría respetar el derecho internacional humanitario (DIH), como creían las ONG, muchos investigadores y varios Estados (Pakistán, Austria, Egipto, México).
De acuerdo al Comité Internacional de la Cruz Roja (CICR), “no cabe duda de que el desarrollo y uso de sistemas de armas autónomos en conflictos bélicos se rigen por el derecho internacional humanitario”. Los Estados así lo reconocen: aquellos que participaron en la primera Reunión de Expertos de la ONU, en mayo de 2014, reconocieron que el respeto del DIH es una condición esencial para la implementación de los LAWS. Con previsiones diversas, algunos Estados creen que los LAWS no podrán cumplir este criterio, mientras que otros subrayan la dificultad de pronunciarse en esta fase sin conocer las capacidades futuras de las armas (Japón, Australia). Todos insisten por igual en poner antes en servicio la verificación de la conformidad de los sistemas con el DIH, en virtud del artículo del primer protocolo adicional a los Convenios de Ginebra.

### Grado de control humano
Bonnie Docherty estableció tres clasificaciones del grado de control humano de los sistemas de armas autónomos en un informe de Organización Internacional de derechos humanos de 2012.
- Human-in-the-loop: un humano debe instigar la acción del arma
- Human-on-the-loop: un humano puede abortar una acción
- Human-out-of-the-loop: no hay acción humana involucrada

## Robots sexuales
En 2015 se puso en marcha la Campaña Contra los Robots Sexuales (CASR) para llamar la atención sobre la relación sexual de los humanos con las máquinas. Esta afirma que robots sexuales son potencialmente dañinos y podrían contribuir a desigualdades sociales, y por lo que es necesario un enfoque organizado y una respuesta ética contra el desarrollo de este tipo de robots.
En el artículo ¿Deberíamos hacer campaña contra los robots sexuales? (cuyo título original en inglés, Should We Campaign Against Sex Robots?) del MIT Press, los investigadores señalaron algunos defectos en esta campaña y no apoyaron del todo la prohibición de los robots sexuales. En primer lugar, argumentaron que las reivindicaciones concretas de la CASR eran "poco convincentes" por la falta de claridad sobre los objetivos de la campaña y por los defectos en las principales objeciones éticas planteadas por los promotores de esta. En segundo lugar, argumentaron que sería muy difícil respaldar una campaña general contra los robots sexuales a menos que se adoptara una actitud muy conservadora respecto al sexo. Tomándose como ejemplo la campaña para detener a los robots asesinos, pensaron que no había propiedades malas de los robots sexuales que dieran lugar a una preocupación tan grave, ya que el daño causado por los robots sexuales era especulativo e indirecto. No obstante, el artículo admite que el desarrollo de los robots sexuales puede suscitar preocupaciones legítimas.

## Ley
Con los problemas tecnológicos contemporáneos que surgen a medida que avanza la sociedad, un tema que requiere una reflexión profunda es la ética de los robots en relación con la ley. Los académicos han estado debatiendo el proceso de cómo un gobierno podría crear una legislación con ética y leyes robóticas. Neil M. Richards, catedrático de la Facultad de Derecho de la Universidad de Washington, y William D. Smart, catedrático de la Facultad de Ingeniería McKelvey, se han planteado estas cuestiones. En el artículo de estos catedráticos "¿Cómo deberían pensar los robots sobre la ley?" (cuyo título original en inglés, How Should Robots Think About Law), hacen cuatro afirmaciones principales sobre la ética y la ley de los robots. La base de su argumentación radica en la definición de robot como "agente autónomo no biológico, en nuestra opinión, capta la esencia de los desafíos normativos y tecnológicos que plantean los robots, y que podría ser útil como base de la regulación". Su segunda afirmación explora las futuras capacidades avanzadas de los robots dentro de unas décadas. Su tercera afirmación sostiene una relación entre las cuestiones legales que experimenta la ética y el derecho de los robots con las experiencias legales del ciberderecho. Esto significa que las leyes de ética robótica pueden orientarse hacia el ciberderecho. La "lección" aprendida del ciberderecho es la importancia de las metáforas con las que entendemos las cuestiones emergentes de la tecnología. Esto se basa en que si entendemos mal la metáfora, por ejemplo, lo más probable es que la legislación en torno a la cuestión tecnológica emergente sea errónea. La cuarta afirmación contra la que argumentan es una metáfora que la pareja de catedráticos define como "La falacia del androide". Argumentan en contra de la falacia androide, que afirma que los humanos y las entidades no biológicas son "como las personas".

## Investigación empírica
Existen pruebas contradictorias sobre si las personas juzgan el comportamiento de los robots de manera similar al de los humanos o no. Alguna evidencia indica que la gente valora negativamente el mal comportamiento y positivamente el buen comportamiento, independientemente de si el agente del comportamiento es un humano o un robot; sin embargo, los robots reciben menos reconocimiento por su buen comportamiento y una mayor culpa por su mal comportamiento.Otras pruebas sugieren que el comportamiento malévolo de los robots se considera moralmente más incorrecto que el comportamiento benévolo, y que el comportamiento malévolo de los robots se considera más intencionado que el benévolo. En general, los juicios morales de las personas sobre los robots y los humanos se basan en las mismas justificaciones y conceptos, pero las personas tienen expectativas morales diferentes cuando juzgan a los humanos y a los robots. La investigación también ha descubierto que cuando las personas intentan interpretar y comprender cómo los robots deciden comportarse de una manera determinada, han podido ver que los robots utilizan reglas empíricas (promover el yo, hacer lo correcto, promover a los demás, hacer lo lógico y hacer lo normal) que se alinean con doctrinas éticas establecidas (egoísmo, deontología, altruismo, utilitarismo y normatividad).

## Otras lecturas
- Lin, Patrick/Abney, Keith/Bekey, George A. (diciembre de 2011). Ética de los robots: las implicaciones éticas y sociales de la robótica . Prensa del MIT .
- Tzafestas, Spyros G. (2016). Roboethics A Navigating Overview. Berlin: Springer. ISBN 978-3-319-21713-0.